# Purgatorius
Purgatorius è stato un genere di mammiferi primitivi vissuti tra i 70 ed i 60 milioni di anni fa. Comparso probabilmente nel Cretaceo, quindi coevo ai dinosauri, è sopravvissuto alla loro estinzione, continuando a vivere soprattutto durante il Paleocene.

## Descrizione
Sia pur con le dovute cautele, si ritiene possa essere posizionato a monte della catena evolutiva che ha portato ai Primati e quindi all'uomo moderno.
Il suo nome deriva dalla zona di Purgatory Hill nel Montana dove si sono trovati alcuni dei suoi resti. Le sue dimensioni erano paragonabili a quelle di un piccolo topo, con una tipologia di dieta insettivora e frugivora. Attualmente è considerato un mammifero di primitivi Plesiadapiformi, sufficientemente longevo come specie per avere avuto la possibilità di dar luogo sia ai plesiadapiformes sia ai primati superiori. Anche se la sua classificazione sotto il superordine Euarchonta rimane incerta, la formula dentaria e la morfologia dei molari indicano uno stretto legame con l'ordine dei primati. Molti dei suoi resti fossili si sono trovati nella fauna del Bug Creek, primo Paleocene, insieme con molti Leptictidium.